# Canon EOS 750D
Canon EOS 750D còn được gọi là Rebel T6i ở thị trường Châu Mỹ hoặc Kiss X8i ở Nhật là máy ảnh DSLR upper-entry 24 megapixel của Canon công bố ngày 6-2-2015. Thuộc dòng 3 số của Canon EOS, 750D là máy kế tiếp của EOS 700D. Được công bố cùng lúc với 760D, 1 biến thể của 750D, có thêm một số tính năng khác, trong đó có màn hình LCD trên đỉnh máy và vòng xoay nhanh, giống với 60D, 70D, 80D 
750D được bán riêng body, hoặc theo bộ với ống kính kit EF-S 18-55mm f/3.5-5.6 IS STM, EF-S 18-135mm f/3.5-5.6 IS STM.
Vào thời điểm hiện tại (2-2017), 750D đang được bán với giá khoảng 13.2 triệu đồng có kèm ống kit 18-55 IS STM tại Việt Nam.
750D được thay thế bởi 800D, ra mắt vào ngày 14-2-2017.

## Đặc điểm[3]
- Single-axis electronic level: "Thước đo" mức cân bằng máy trên mặt phẳng. 
  - 750D và 760D là 2 máy entry đầu tiên của Canon có tính năng này
- Cảm biến APS-C CMOS 24 megapixel, tích hợp sẵn ADC.
- Bộ xử lý hình ảnh DIGIC 6
- 19 điểm lấy nét tự động dạng ngang dọc, tất cả ở f/5,6. Điểm chính giữa chính xác cao, ngang dọc chéo (double cross-type) ở f/2.8 hoặc lớn hơn. Hệ thống lấy nét của 750D được thừa kế từ 70D
- Kính ngắm độ bao phủ 95%, độ phóng đại 0,82x
- Chụp liên tiếp tăng lên 5 hình/giây, bộ nhớ đệm cho phép lưu tối đa 180 JPEG hoặc 7 RAW.
- Anti-flicker (chống nhấp nháy khi chụp dưới đèn ống, thừa kế từ 7D Mark II)
- Màn hình cảm ứng xoay lật LCD 3 inch TFT Clear View II 1.040.000 chấm.
- ISO chuẩn tối đa tăng lên 12800 (H: 25600)
- Hybrid CMOS AF III.
- Quay phim full HD 1080p 30 hình/giây (30FPS)
- Chế độ HDR
- Chế độ đa phơi sáng
- Bộ lọc sáng tạo cho quay video, ảnh tĩnh và Live view
- 1 khe cắm thẻ SD/SDHC/SDXC, hỗ trợ UHS-I
- Wi-Fi, NFC tích hợp
- Cổng cắm mic 3.5mm